# Trigomphus agricola
Trigomphus agricola là loài chuồn chuồn trong họ Gomphidae. Loài này được Ris mô tả khoa học đầu tiên năm 1916.